# Askoldia variegata
Askoldia variegata és una espècie de peix de la família dels estiquèids i l'única del gènere Askoldia.

## Descripció
- Fa 45 cm de llargària màxima.[7][8]

## Hàbitat i distribució geogràfica
És un peix marí, demersal (entre 2 i 140 m de fondària, normalment fins als 60) i de clima temperat, el qual viu al Pacífic nord-occidental: des del nord de la mar d'Okhotsk fins a la costa pacífica de l'illa de Hokkaido, la mar del Japó i la badia de Pere el Gran, incloent-hi el Japó, la península de Corea i Rússia.

## Observacions
És inofensiu per als humans.